# Cratyna tuberculata
Cratyna tuberculata är en tvåvingeart som först beskrevs av Risto Kalevi Tuomikoski 1960.  Cratyna tuberculata ingår i släktet Cratyna, och familjen sorgmyggor. Arten är reproducerande i Sverige.